# Marlene Fuchs
Marlene Fuchs, geb. Klein (* 31. März 1942 in Euskirchen) ist eine ehemalige deutsche Leichtathletin und Olympiateilnehmerin, die in den 1960er und frühen 1970er Jahren als Kugelstoßerin erfolgreich war. Sie gewann 16-mal bei deutschen Meisterschaften.

## Leben
Marlene Fuchs wuchs zusammen mit ihrem Bruder und ihrer Schwester im Euskirchener Stadtteil Großbüllesheim auf, wo ihre Eltern ein Lebensmittelgeschäft betrieben.
Ihr sportliches Talent trat erstmals im Jahr 1952 zutage, als die Zehnjährige bei den Bundesjugendspielen die beste Punktzahl im Dreikampf erzielte. Daraufhin trat sie dem TSC Euskirchen bei. Gefördert wurde sie von ihrem Vater, der sie zu allen Wettkämpfen begleitete, von Verbandssportlehrer Werner Frey und später von dem Leverkusener Startrainer Gerd Osenberg, obwohl sie immer für Euskirchen startete. Ihren ersten Wettkampf bestritt sie 1957 bei den Jugendmeisterschaften in Schweinfurt. 1958 wechselte sie zur LGO Euskirchen. Zwei Jahre später konnte sie ihren ersten Titel im Kugelstoßen und im Diskuswurf gewinnen. 1960 wurde sie für ihre Leistungen im Fünfkampf sowie in den Wurfdisziplinen mit einer Freifahrkarte zu den Olympischen Spielen in Rom belohnt, nahm dort aber nicht an den Wettkämpfen teil.
Die Qualifikation für die Olympischen Spiele 1964 in Tokio verpasste sie um neun Zentimeter. Daraufhin kehrte sie zum TSC Euskirchen zurück. Vier Jahre später gelang ihr die Qualifikation für die Olympischen Spiele 1968 in Mexiko-Stadt, wo sie den Endkampf erreichte und mit 17,11 m auf Platz sieben kam.
Zwischen 1961 und 1972 bestritt sie insgesamt 40 Länderkämpfe. Ihre persönliche Bestleistung liegt bei 17,54 m.
Fuchs war freiberuflich als Kinder-Turnlehrerin tätig.
Sie ist seit 1966 verheiratet und hat zwei Kinder.

## Leistungen
- National:

| Jahr                | 1961   | 1962   | 1963   | 1964  | 1965  | 1966   | 1967  | 1968  | 1969   | 1970  | 1971  | 1972  |
| Freiluft, Weite (m) | Zweite | 14,82  | Zweite | 16,01 | 16,08 | Zweite | 16,58 | 16,77 | Zweite | 17,25 | 17,04 | 16,50 |
| Halle, Weite (m)    | Dritte | Zweite | Zweite | 15,33 | 16,32 | 15,74  | 15,11 | 16,53 | 16,18  | 16,89 | 16,88 |       |

Hinzu kommen ein zweiter (1964) und ein dritter (1967) Platz im Diskuswurf.
- International:
  - Europäische Hallenspiele 1966 in Dortmund: Platz 6 mit 15,63 m (die Drittplatzierte, Nadeschda Tschischowa, kam auf 16,95 m)
  - Europameisterschaften 1966 in Budapest: Platz 7 mit 15,89 m (die Drittplatzierte, Marita Lange aus der DDR, stieß 16,96 m)
  - Europäische Hallenspiele 1968 in Madrid: Platz 5 mit 16,01 m (die Drittplatzierte, Marita Lange, stieß 17,19 m)
  - Olympische Spiele 1968 in Mexiko-Stadt: Platz 7 mit 17,11 m (von einer Medaille war sie über einen Meter entfernt, da die Drittplatzierte, Nadeschda Tschischowa, 18,19 m stieß)
  - Halleneuropameisterschaften 1970 in Wien: Platz 7 mit 16,71 m (die Drittplatzierte, Marita Lange, stieß 18,09 m)

Im Jahr 1967 vertrat sie Deutschland beim Semifinale des Europacups in Wuppertal und kam mit 16,16 m auf Platz drei.
Marlene Fuchs galt in ihrer Zeit als die beste Kugelstoßerin Westeuropas. Gegen die übermächtige Konkurrenz aus Osteuropa konnte sie jedoch nichts ausrichten.